# Silly Wizard
Silly Wizard war eine schottische Folk-Band, die von 1971 bis 1988 bestand.

## Bandgeschichte
Gegründet wurde Silly Wizard 1971 im schottischen Edinburgh von Gordon Jones, Bob Thomas und Johnny Cunningham. Von der Band „Puddock's Well“ kam 1972 Andy M. Stewart. Nachdem sie das erste Album Silly Wizard noch mit Alasdair Donaldson, der Akkordeon spielte, und dem Bassspieler Neil Adams aufnahmen, wurden diese kurz darauf durch den jüngeren Bruder von Johnny, Phil Cunningham (Akkordeon) und Martin Hadden (auch von „Puddock's Well“) am Bass ersetzt. Nach ihrem dritten Album So Many Partings trat Bob Thomas aus der Band aus. Vor den Aufnahmen zu Wild and Beautiful ließ sich Johnny Cunningham in den Vereinigten Staaten nieder und trat nur noch sporadisch zusammen mit den anderen auf, doch wenn sie in der Nähe seines Wohnortes spielten, war er immer mit dabei. Aber faktisch bestand die Band seit 1975 noch aus Phil Cunningham, Andy M. Stewart, Martin Hadden und Gordon Jones.
Das letzte Album Glint of Silver veröffentlichten sie nach 17 Jahren Bandgeschichte 1986, ihr letztes Konzert war im April 1988.

## Diskografie
- 1976: Silly Wizard [live]
- 1978: Caledonia's Hardy Sons
- 1978: Caledonia's Sons
- 1980: So Many Partings
- 1981: Wild & Beautiful
- 1983: Kiss the Tears Away
- 1986: Glint of Silver
- 1988: Live Wizardry
- 1989: Golden, Golden (Live, Vol. 2)